# Raymond Lockwood
Raymond Lockwood é um ex-patinador artístico britânico, que competiu na dança no gelo. Com Barbara Radford ele conquistou uma medalha de bronze em campeonatos mundiais e duas medalhas de bronze em campeonatos europeus.

## Principais resultados

### Com Barbara Radford
| Resultados         | Resultados        | Resultados        | Resultados    | Resultados    | Resultados    | Resultados    | Resultados    | Resultados    | Resultados    | Resultados    | Resultados    | Resultados    | Resultados    | Resultados    | Resultados    |  |
| Internacional      | Internacional     | Internacional     | Internacional | Internacional | Internacional | Internacional | Internacional | Internacional | Internacional | Internacional | Internacional | Internacional | Internacional | Internacional | Internacional |  |
| Evento/Temporada   | 1953– 1954        | 1954– 1955        |               |               |               |               |               |               |               |               |               |               |               |               |               |  |
| ------------------ | ----------------- | ----------------- | ------------- | ------------- | ------------- | ------------- | ------------- | ------------- | ------------- | ------------- | ------------- | ------------- | ------------- | ------------- | ------------- |  |
| Campeonato Mundial | 4.º               | Medalha de bronze |               |               |               |               |               |               |               |               |               |               |               |               |               |  |
| Campeonato Europeu | Medalha de bronze | Medalha de bronze |               |               |               |               |               |               |               |               |               |               |               |               |               |  |
|                    |                   |                   |               |               |               |               |               |               |               |               |               |               |               |               |               |  |